# Pra Frente Brasil
Pra Frente Brasil (en español, Hala, Brasil) es una canción de samba compuesta en 1970, con letra y música de Miguel Gustavo. La canción fue escrita para inspirar a la selección brasileña en la Copa Mundial de Fútbol de 1970. Fue cantada y se convirtió en el himno de esta edición, para los brasileños.
Su origen se debe a un concurso (con un premio de diez mil cruzeiros), organizado por los patrocinadores de las retransmisiones de los partidos de la Copa del Mundo. Ricardo Cravo Albin afirma que el concurso fue patrocinado por una cervecería, mientras que Nara Damante explica que el concurso fue patrocinado por los anunciantes Esso, Souza Cruz y Gillette, en asociación con la Rede Globo[4][5] El concurso fue organizado por la red de televisión brasileña Rede Globo.
Según el compositor y trombonista Raúl de Souza, en una entrevista con el Jornal do Brasil en 2002, la melodía es suya, con Miguel Gustavo escribiendo solo la letra.